# Бюретка

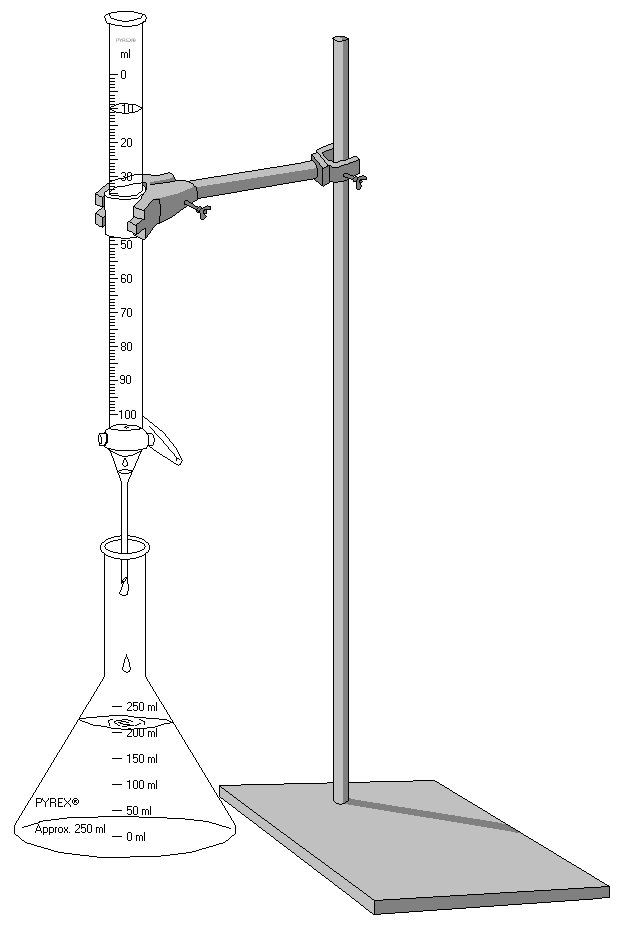
Титрование: в бюретке титрант, а в колбе Эрленмейера — проба определяемого вещества

Бюре́тка — лабораторный сосуд для точного определения небольших объёмов газов (газовая бюретка) и жидкостей (бюретка для титрования). Обычная бюретка, используемая в титриметрическом анализе, представляет собой тонкую градуированную стеклянную трубку, открытую на одном конце и снабжённую запорным краном (стеклянным или тефлоновым) или зажимом на другом. Входит в стандартный набор лабораторного оборудования, используемого для обычных анализов.

## Использование бюретки
Стеклянную бюретку закрепляют на лабораторном штативе в вертикальном положении, носиком с краном вниз (между лапкой штатива и бюреткой помещают мягкую подкладку, чтобы не поцарапать бюретку и с помощью подкладки регулировать устойчивость бюретки в лапке). Максимальное значение объёма устанавливают на уровне глаз до метки на бюретке при помощи мениска. Затем, жидкость через горлышко с помощью лабораторной воронки заливают в бюретку, не оставляя в бюретке воздуха до первого значения (обычно нуля), излишнюю жидкость сливают (при этом воронку приподнимают пальцами, чтобы жидкость проходила свободно, поскольку если не приподнять, жидкость наберется в воронке и выльется). Затем, нажимая или подкручивая кран бюретки, при этом контролируя объём жидкости, саму жидкость сливают в определённых порциях, необходимых для анализа, в другую лабораторную посуду.
Также, заливать жидкость в бюретку можно через носик бюретки с помощью спринцовки с мягким наконечником, однако, жидкость рекомендуется заливать через горлышко бюретки, чтобы избежать появление воздуха в носике бюретки, увеличивающего погрешность при определениях и анализах.

## Разновидности бюреток
Бюретки бывают разных видов, и для каждой существует отдельное предназначение:
- Объемные — это бюретки, предназначенные для выполнения точных титриметрических анализов и определений при помощи жидкостей;
- Микробюретки — это бюретки, схожие с обыкновенными бюретками, однако имеющие малый объём. Данный вид бюреток предназначен для выполнения анализа с малыми количествами жидкости/газа;
- Газовые — это бюретки, предназначенные для выполнения анализов с определённом количеством газа;
- Весовые — это бюретки, предназначенные для определения точного объёма жидкости с помощью весов. Различие между исходным объёмом и объёмом, израсходованным на анализ и дает истинное значение объёма;
- Поршневые — это бюретки, схожие с объемными и весовыми бюретками, однако в данном случае, жидкость подается из крана при помощи давления поршня или других механических приспособлений, оказывающих давление на газ, или жидкость.

Также бюретки разделяются по объёму: Существуют бюретки на 1, 2, 5, 10, 25, 50 и 100 мл и далее.

## Градуировка бюретки
Градуировка бюретки зависит от её объёма. Обычно крупные деления нанесены через каждый миллилитр, а мелкие — через 0,1 мл. На бюретках маленького объёма (5 мл) мелкие деления обычно нанесены каждые 0,01 мл.
Градуировка бюретки может начинаться либо от начала бюретки (ноль находится на верхней части бюретки), либо от конца (ноль находится в нижней части бюретки, рядом с краником.

## Предназначение бюреток
Бюретка предназначена для точного измерения объёма отбираемой из неё жидкости, значение которого помогает при определении того, или иного вещества. Благодаря своему свойству — сливать жидкость по каплям — в большинстве случаев, бюретки используются при титриметрическом методе анализа. Бюретки также используются во многих областях науки, однако по большей части они используются в химических анализах и определениях веществ.